# Roman Kostorkiewicz
Roman Kostorkiewicz (ur. 15 lutego 1889 w Jarosławiu, zm. 11 listopada 1931 w Zaleszczykach) – oficer artylerii armii austriackiej, Armii Polskiej we Francji i Wojska Polskiego, kawaler Orderu Virtuti Militari.

## Życiorys
Urodził się w rodzinie Wincentego i Józefy z Gorzeńskich. Absolwent Politechniki Lwowskiej. W latach 1912–1913 wziął udział w mobilizacji sił zbrojnych Monarchii Austro-Węgierskiej, wprowadzonej w związku z wojną na Bałkanach, a później walczył na frontach I wojny światowej. Na froncie włoskim dostał się do niewoli. Jego oddziałem macierzystym był pułk armat polowych nr 29, a następnie pułk artylerii polowej nr 2. W czasie służby w c. i k. armii awansował na kolejne stopnie w korpusie oficerów rezerwy artylerii: kadeta (1 stycznia 1913), podporucznika (1 marca 1915) i porucznika (1 listopada 1916).
W grudniu 1918 wstąpił do Armii Polskiej we Francji i razem z nią wrócił do kraju. W składzie 12 pułku artylerii polowej, w stopniu porucznika, walczył na froncie polsko-bolszewickim. W maju 1920, podczas walk o Lewków, ogniem dowodzonej przez siebie 5 baterii umożliwił odwrót oddziałów polskich. Za bohaterstwo w boju został odznaczony Krzyżem Srebrnym Orderu Virtuti Militari.
W 1922, w stopniu majora został przeniesiony do rezerwy. W latach 1923–1924 posiadał przydział w rezerwie do 24 pułku artylerii polowej w Jarosławiu. Później został przeniesiony do korpusu oficerów rezerwy geografów i przydzielony do Wojskowego Instytutu Geograficznego.
Po zwolnieniu z wojska podjął pracę na stanowisku geometry w Jarosławiu, a w 1928 przeszedł na emeryturę. 17 sierpnia 1928 wojewoda tarnopolski nadał mu „uprawnienie na mierniczego przysięgłego z siedzibą biura w Borszczowie”. Jako emerytowany starszy geometra w VIII stopniu służbowym został z dniem 1 stycznia 1931 reaktywowany, mianowany referendarzem miernictwa w dotychczasowym stopniu służbowym i pełniącym obowiązki kierownika Urzędu Katastralnego w Zaleszczykach. Zmarł 11 listopada 1931 w Zaleszczykach. 
Był żonaty, bezdzietny.

## Ordery i odznaczenia
- Krzyż Srebrny Orderu Virtuti Militari (nr 868)
- Krzyż Zasługi Wojskowej 3 klasy z dekoracją wojenną i mieczami[16]
- Signum Laudis Srebrny Medal Zasługi Wojskowej z mieczami na wstążce Krzyża Zasługi Wojskowej[16]
- Signum Laudis Brązowy Medal Zasługi Wojskowej z mieczami na wstążce Krzyża Zasługi Wojskowej[16]
- Krzyż Wojskowy Karola[16]
- Krzyż Pamiątkowy Mobilizacji 1912–1913[16]